# Baumbach (Familienname)
Baumbach ist ein deutscher Familienname.

## Herkunft und Bedeutung
Baumbach ist ein Herkunftsname für Personen, die aus einem Ort namens Baumbach stammen.

## Namensträger
- Adolf Baumbach (1874–1945), deutscher Jurist
- Adolph Baumbach (1825–1903), Jurist, Mitglied des Konstituierenden Reichstags des Norddeutschen Bundes
- Alexander von Baumbach (1814–1894), kurhessischer Außenminister
- Arnold von Baumbach (1779–1849), Obervorsteher der althessischen Ritterschaft, MdL Kurhessen
- Bernhard Baumbach († 1929), deutscher Verwaltungsbeamter
- Carl von Baumbach (1772–1844), sachsen-meiningischer Hofmarschall, MdL Kurhessen
- Ernst von Baumbach (Offizier, 1759) (Friedrich Ernst I. von Baumbach-Nentershausen; 1759–1837), hessischer Offizier und Abgeordneter
- Ernst von Baumbach (Oberappellationsgerichtsrat) (Ernst Carl Moritz von Baumbach-Kirchheim; 1804–1874), hessischer Oberappellationsgerichtsrat und Abgeordneter
- Ernst Henrich von Baumbach (1671–1728), hessen-kasselischer Generalleutnant der Kavallerie und Obrist des Leibregiments zu Pferd
- Ernst Wilhelm von Baumbach (1791–1860), Generalleutnant und Gouverneur von Stuttgart
- Ernst Heinrich von Baumbach (1671–1728), hessen-kasselischer Generalleutnant der Kavallerie und Obrist des Leibregiments zu Pferd
- Ewald Jost von Baumbach († 1637), landgräflich-hessischer Ober-Forst- und Landjägermeister sowie Landvogt an der Fulda
- Felix Baumbach (1876–1966), deutscher Schauspieler, Oberspielleiter des Badischen Staatstheaters
- Ferdinand von Baumbach (1851–1912), deutscher	Fideikommissherr und Politiker, Abgeordneter des Preußischen Abgeordnetenhauses
- Friedrich von Baumbach (General) (1777–1851), kurhessischer Generalleutnant
- Friedrich von Baumbach (General, 1817) (1817–1880), preußischer Generalleutnant
- Friedrich August Baumbach (1753–1813), deutscher Komponist, Dirigent, Musikschriftsteller und Freimaurer
- Fritz Baumbach (1935–2025), deutscher Fernschachspieler
- Gerda Baumbach (* 1950), deutsche Theaterwissenschaftlerin
- Gretel Baumbach (1896–1983), deutsche Politikerin und Verbandsfunktionärin
- Günter Baumbach (* 1948), deutscher Ingenieur und Hochschullehrer
- Günther Baumbach (1929–2007), deutscher evangelischer Theologe
- Gustav Baumbach (1838–1920), Landtagsabgeordneter Waldeck
- Hans Wilhelm von Baumbach (1741–1805), deutscher Jurist und Obervorsteher der Althessischen Ritterschaft
- Harlan L. Baumbach (1912–1980), US-amerikanischer Chemiker
- Hubertus von Baumbach (* 1968), deutscher Manager
- Iwan Baumbach (1832–1905), Rittergutsbesitzer und Mitglied des Deutschen Reichstags
- Jan Baumbach (* 1979), deutscher Bioinformatiker
- Jens Baumbach (* 1983), deutscher Handballspieler
- Karl Baumbach (1844–1896), deutscher Politiker
- Ludwig von Baumbach zu Kirchheim (1799–1883), deutscher Offizier, Gutsbesitzer und Politiker
- Ludwig von Baumbach-Lenderscheid (1779–1861), kurhessischer Gutsbesitzer und Mitglied der kurhessischen Ständeversammlung
- Ludwig von Baumbach-Nentershausen (1823–1904), kurhessischer Landforstmeister und Mitglied der kurhessischen Ständeversammlung
- Ludwig von Baumbach-Ropperhausen (1783–1856), kurhessischer Regierungsdirektor und Präsident der kurhessischen Ständeversammlung
- Ludwig Wilhelm von Baumbach (1755–1811), deutscher Grundbesitzer und Politiker
- Lydia Baumbach (1924–1991), südafrikanische Altphilologin und Mykenologin
- Manuel Baumbach (* 1970), deutscher Altphilologe
- Marcelo Baumbach (* 1967), brasilianischer Diplomat
- Maren Baumbach (* 1981), deutsche Handballspielerin
- Martin Baumbach (1979–2023), deutscher Kraftsportler
- Max Baumbach (1859–1915), deutscher Bildhauer
- Max von Baumbach (1865–1937), deutscher Großkaufmann und Fabrikbesitzer
- Moritz von Baumbach (1789–1871), kurhessischer Präsident des Landtages und Justizminister
- Noah Baumbach (* 1969), US-amerikanischer Drehbuchautor und Regisseur
- Norbert von Baumbach (1900–1977), deutscher Marineoffizier
- Peter Baumbach (1940–2022), deutscher Architekt
- Philipp von Baumbach (1860–1911), deutscher Jurist, Regierungspräsident, Landrat und Mitglied des Kurhessischen Kommunallandtages
- Philipp Ludwig von Baumbach der Jüngere († 1618), hessischer Hofbeamter
- Reinfried von Baumbach (1898–1989), Landrat im Landkreis Lissa, im Landkreis Fraustadt und im Rhein-Wupper-Kreis
- Ronald Baumbach (1967–2021), deutscher Fußballspieler
- Rudolf Baumbach (Baumeister) (1807–1885), deutscher Baumeister und Direktor der Baugewerkschulen in Idstein und Wetzlar
- Rudolf Baumbach (1840–1905), deutscher Dichter
- Sibylle Baumbach (* 1978), deutsche Literaturwissenschaftlerin und Hochschullehrerin
- Udo Baumbach (1935–2022), deutscher Museumsleiter und Autor
- Werner Baumbach (1916–1953), deutscher Offizier
- Wilhelm von Baumbach (Politiker) (1790–1857), Grundbesitzer und Abgeordneter im Kurfürstentum Hessen
- Wilhelm von Baumbach (Kammerherr) (1799–1879), Kammerherr und Abgeordneter im Kurfürstentum Hessen
- Wilhelm von Baumbach (Landrat) (Wilhelm Moritz Ludwig Karl v. Baumbach; 1863–1949), Landrat im Kreis Burgdorf, Provinz Hannover
- Wilhelm Lebrecht von Baumbach (1757–1826), hessischer Offizier und Obervorsteher der Hessischen Ritterschaftlichen Stifter
- Wilhelm Ludwig von Baumbach (1741–1808), Abgeordneter der Reichsstände des Königreichs Westphalen
- Wilhelm Ludwig I. von Baumbach (1710–1769), Mitglied der Landstände in Hessen-Kassel